# Marchiennes-Campagne
Pour les articles homonymes, voir Marchienne.
Marchiennes-Campagne était une commune française, elle est absorbée en 1946 par celle de Rieulay.

## Histoire
Rieulay et Marchiennes-Campagne sont des communes-sœurs qui s'enchevêtrent l'une dans l'autre : deux des rues les plus importantes ont un trottoir sur Rieulay et l'autre sur Marchiennes-Campagne, l'église, le cimetière et l'école des filles sont sur Rieulay tandis que l'école des garçons est située à Marchiennes-Campagne.
Le 1er juillet 1946, la commune de Marchiennes-Campagne est rattachée à celle de Rieulay sous le régime de la fusion simple, l'année suivante, la commune voisine de Villers-Campeau fusionne avec Somain.

## Politique et administration

### Liste des maires
Maire de 1802 à 1807 : Vilain,.

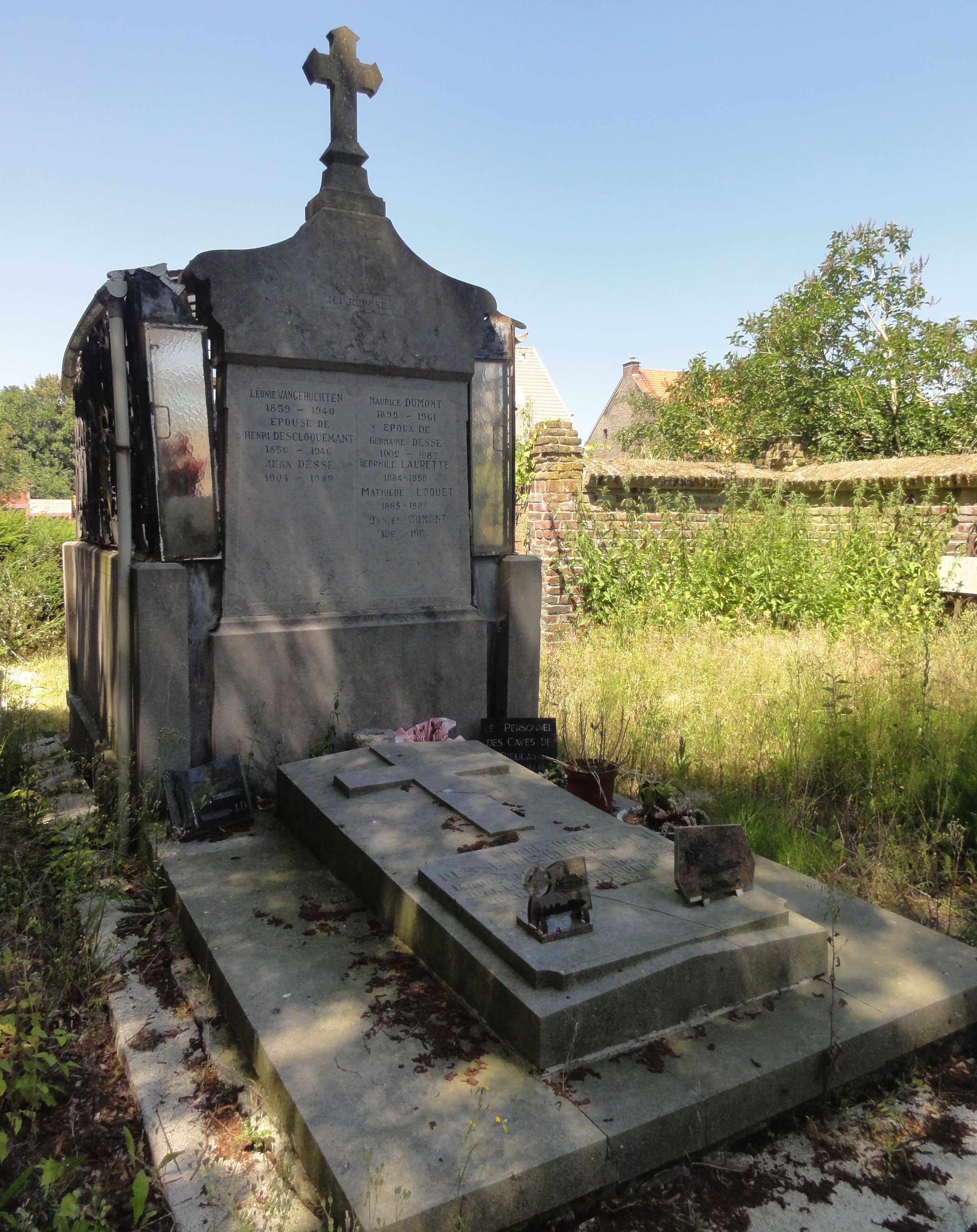
Tombe d'Henri Descloquemant au cimetière de l'église Saint-Amand.

Ève Bruniau, historienne de Rieulay, dresse ainsi la liste des maires de la commune de Marchiennes-Campagne jusque 1900. Elle indique également que Ghislain Villain et Henri Descloquemant semblent avoir été maires des deux communes de Rieulay et Marchiennes-Campagne en même temps.
Le dernier maire de Marchiennes-Campagne est Hector Gambiez, mineur retraité.
| Identité                              | Période          | Période                                                            | Durée              | Étiquette |
| Identité                              | Début            | Fin                                                                | Durée              | Étiquette |
| ------------------------------------- | ---------------- | ------------------------------------------------------------------ | ------------------ | --------- |
| Pierre Dussart (d)                    | 4 septembre 1865 | 1879                                                               | 14 ans             |           |
| Par intérim : Adolphe Williate (d)    | 26 janvier 1880  | 25 juin 1880                                                       | 4 mois et 30 jours |           |
| Ghislain Villain (d)                  | 25 juin 1880     | 1888                                                               | 8 ans              |           |
| Henri Descloquemant (d) (1856 - 1946) | 2 juin 1888      | 1912                                                               | 24 ans             |           |
| Hector Gambiez (d)                    | années 1940      | 1er juillet 1946 (disparition de la commune suite à une fusion (d) |                    |           |

## Démographie
| 1793 | 1800 | 1806 | 1821 | 1831 | 1836 | 1841 | 1846 | 1851 |
| ---- | ---- | ---- | ---- | ---- | ---- | ---- | ---- | ---- |
| 762  | 388  | 488  | 469  | 452  | 454  | 354  | 377  | 393  |

| 1856 | 1861 | 1866 | 1872 | 1876 | 1881 | 1886 | 1891 | 1896 |
| ---- | ---- | ---- | ---- | ---- | ---- | ---- | ---- | ---- |
| 397  | 427  | 426  | 478  | 483  | 471  | 465  | 456  | 463  |

| 1901 | 1906 | 1911 | 1921 | 1926 | 1931 | 1936 | - | - |
| ---- | ---- | ---- | ---- | ---- | ---- | ---- | - | - |
| 443  | 499  | 474  | 461  | 443  | 464  | 496  | - | - |

## Personnalités liées à la commune
- Le résistant Edmond Simon y est tué[7] route nationale lors de la Libération, le 2 septembre 1944.